# Rokosz gliniański

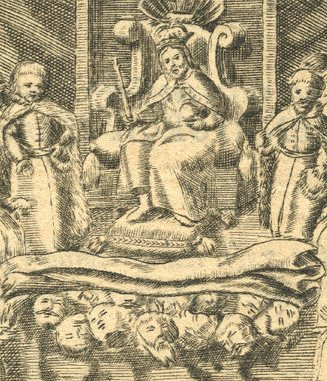
Rycina przedstawiająca króla Ludwika I Węgierskiego nad głowami zgładzonych w czasie rokoszu senatorów

Rokosz gliniański, rokosz Granowskiego – mityczny rokosz, który miał się wydarzyć w XIV wieku. Został wymyślony w XVII wieku na potrzeby ideologii złotej wolności. Nazwa rokoszu pochodzi od miejscowości Gliniany i nazwiska generała wielkopolskiego Wincentego Granowskiego.

## Opis rokoszu
Rokosz datowano na lata 1371, 1379, 1380 lub 1381. Miało do niego dojść z powodu nadużyć administracji króla Ludwika I Węgierskiego, która była zdominowana przez Węgrów. Sytuacja ta miała być przyczyną wyjazdu z Polski regentki Elżbiety Łokietkówny, matki króla. Wkrótce potem miało dojść do walk pomiędzy różnymi rodami wielkopolskimi, w efekcie czego zostali powołani nowi namiestnicy. Niezadowolona z ich rządów szlachta zaczęła domagać się przywrócenia w kraju porządku. Ludwik zwołał rzekomo sejm do Budy, na którym nie zamierzał jednak uporządkować sytuacji kraju, ale zalegalizować przejęcie ziem ruskich przez Węgry. Na sejmie część senatorów w zamian za łapówki miało zaaprobować oddanie Rusi Węgrom, co wywołało oburzenie szlachty, która zwołała wówczas zjazd do Glinian. Na zjeździe stracono przekupnych senatorów, a Wincenty Granowski miał wygłosić mowę do króla, w której ostrzegał przed zdradą wolności. Król miał wówczas nadać szlachcie liczne przywileje.

## Badania nad rokoszem
Rokosz gliniański został wymyślony w późniejszych czasach i miał być jedną z podpór ideologii złotej wolności szlacheckiej. Według badań Romualda Wšetečki rokosz ten został wymyślony w 1606 roku jako temat pamfletu, mającego usprawiedliwić rokosz Zebrzydowskiego. Od XVIII wieku trwał spór o prawdziwość historii rokoszu. Rokosz gliniański był też przywoływany w retoryce politycznej, wykorzystywano wówczas dowolnie różne jego elementy.
Pierwszy za plus quam fabula (łac. więcej niż bajkę) uznał go Walenty Pęski (ok. 1630-81). Stanisław Dunin Karwicki nazywał ów rokosz commentitium (zmyślony), brak podstaw opowieści wykazywał Józef Andrzej Załuski, lecz jeszcze na sejmie 1744 Kazimierz Stanisław Stecki przywoływał przykład gliniański, kiedy kilkunastu senatorom głowy poucinano.